# خانه کهکشان
خانه کهکشان مربوط به دوره قاجار است و در اصفهان، خیابان ابن سینا، چهارراه بابا قاسم، میدان شهشهان واقع شده و این اثر در تاریخ ۲۲ مرداد ۱۳۸۴ با شمارهٔ ثبت ۱۳۰۱۶ به‌عنوان یکی از آثار ملی ایران به ثبت رسیده است.
این خانه در کنار خانه قزوینی‌ها قرار دارد.

## نگارخانه

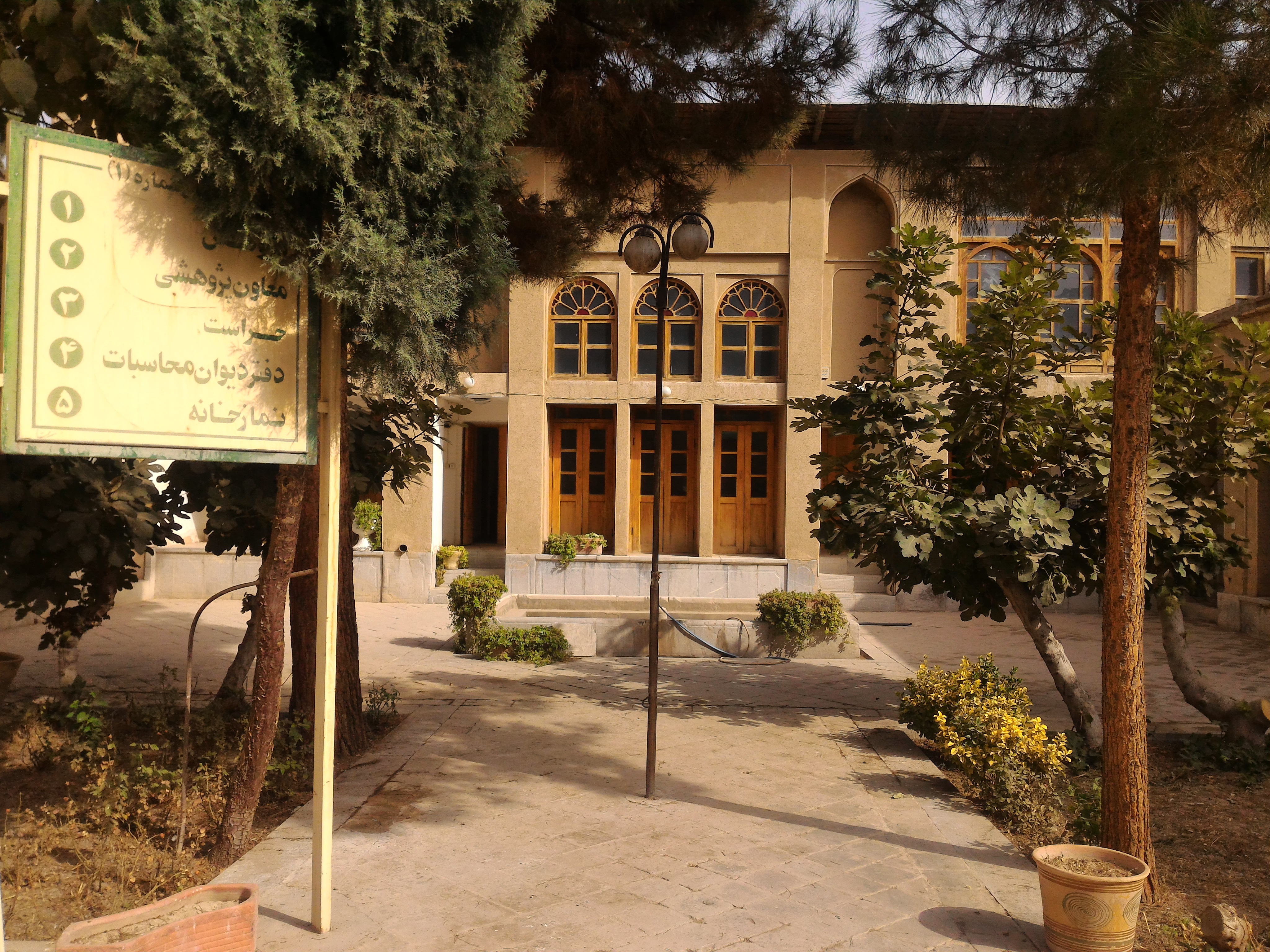
ضلع شمالی
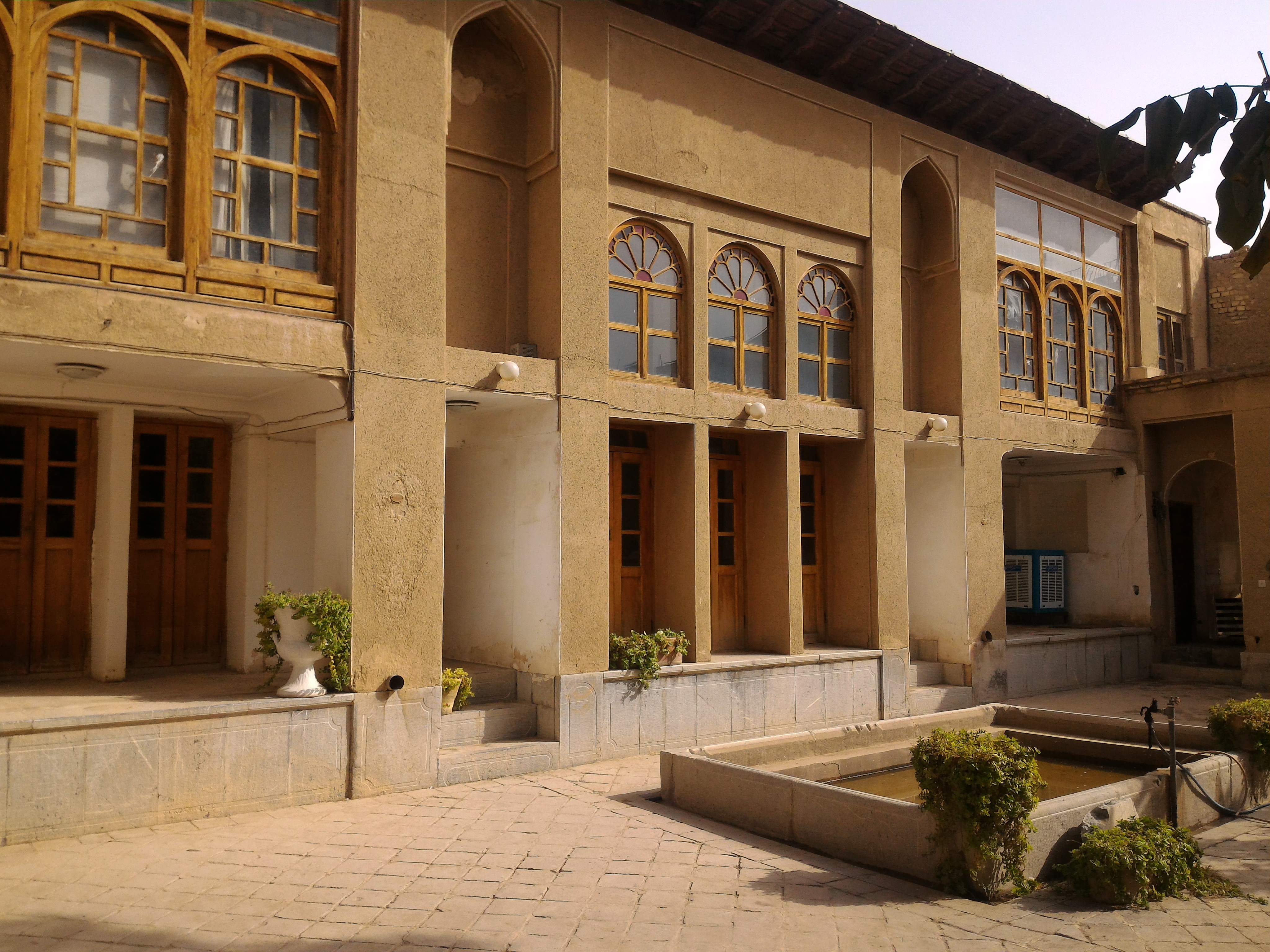
ضلع شمالی
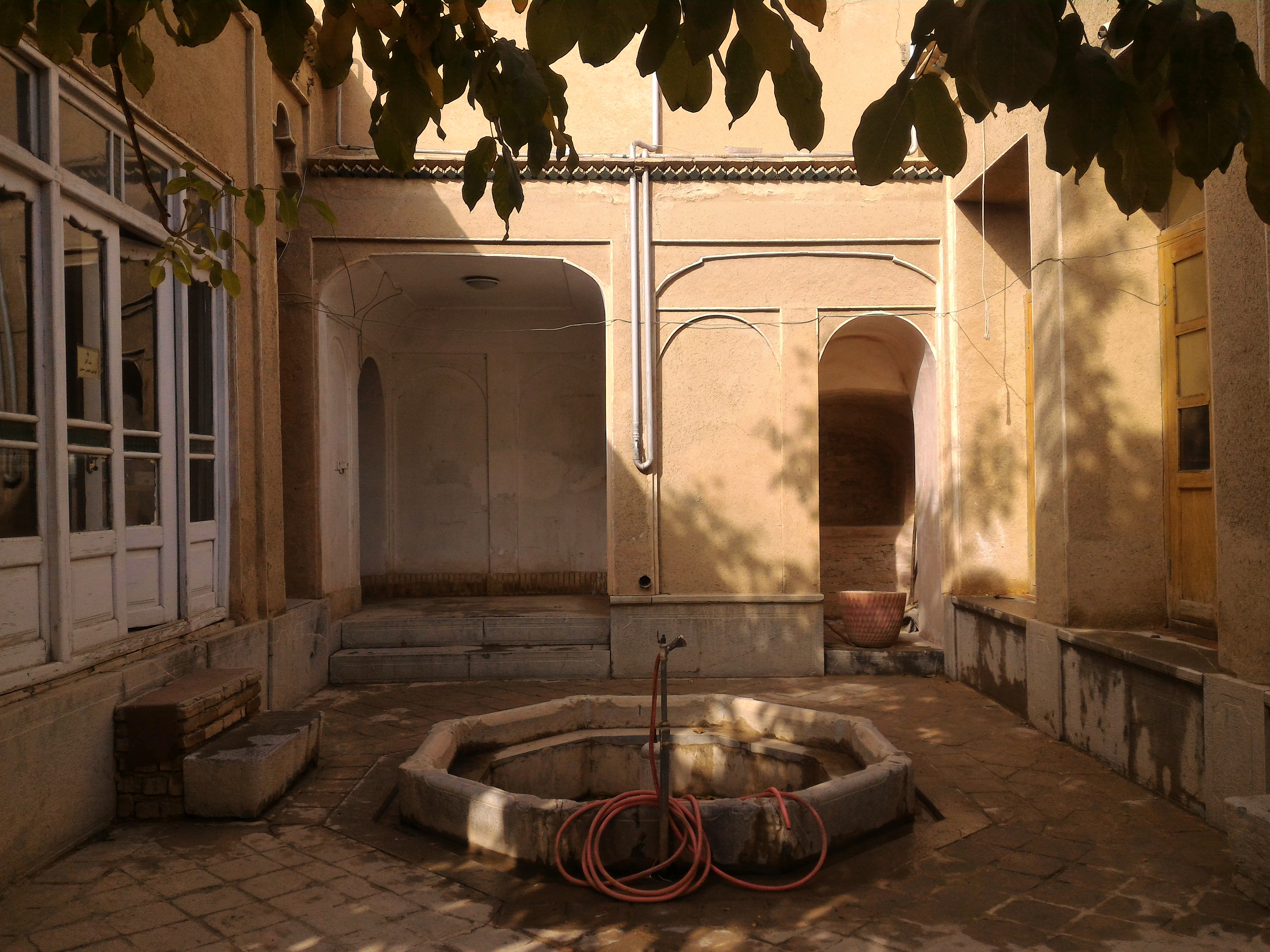
ضلع غربی
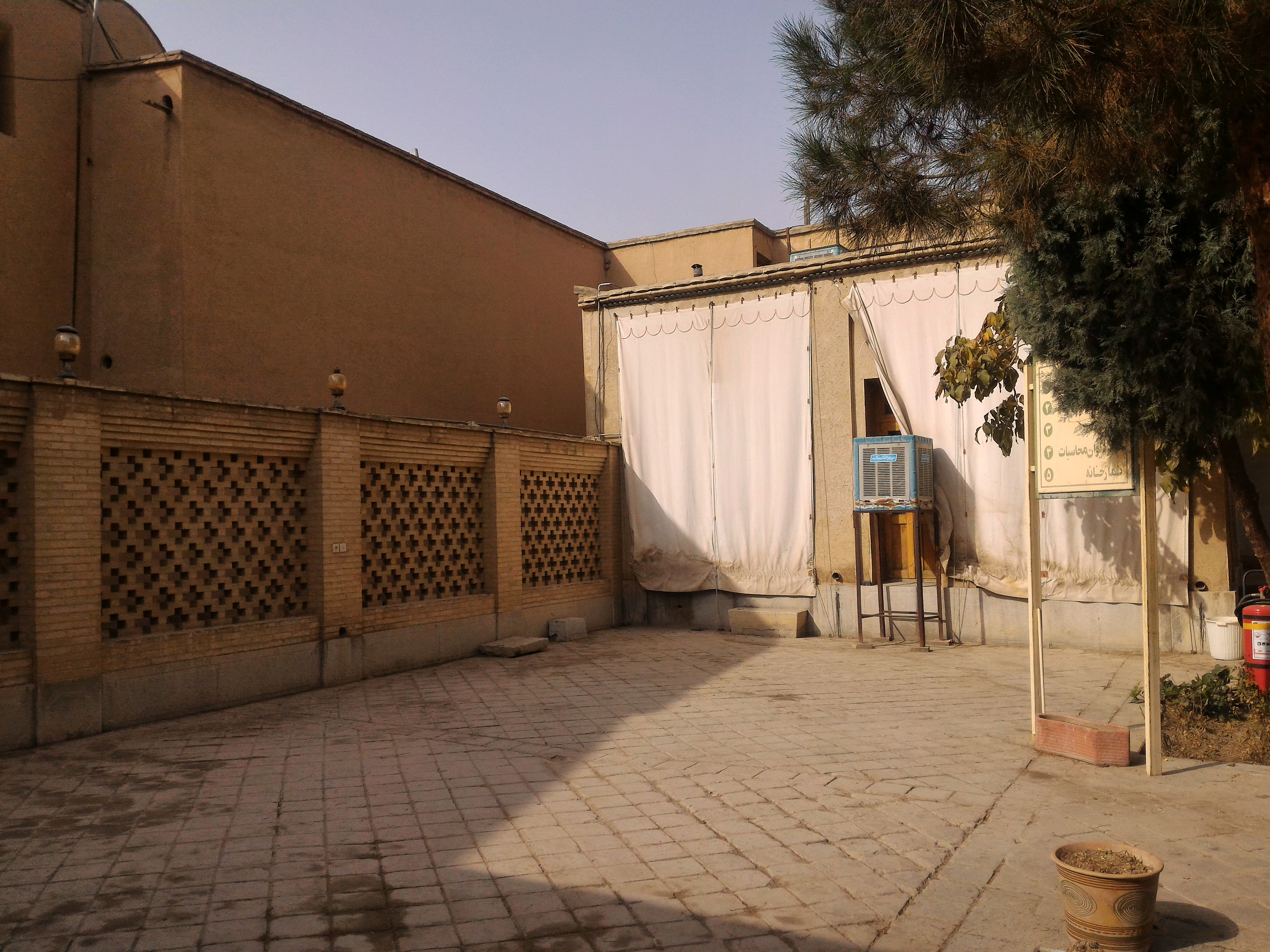
ضلع جنوبی
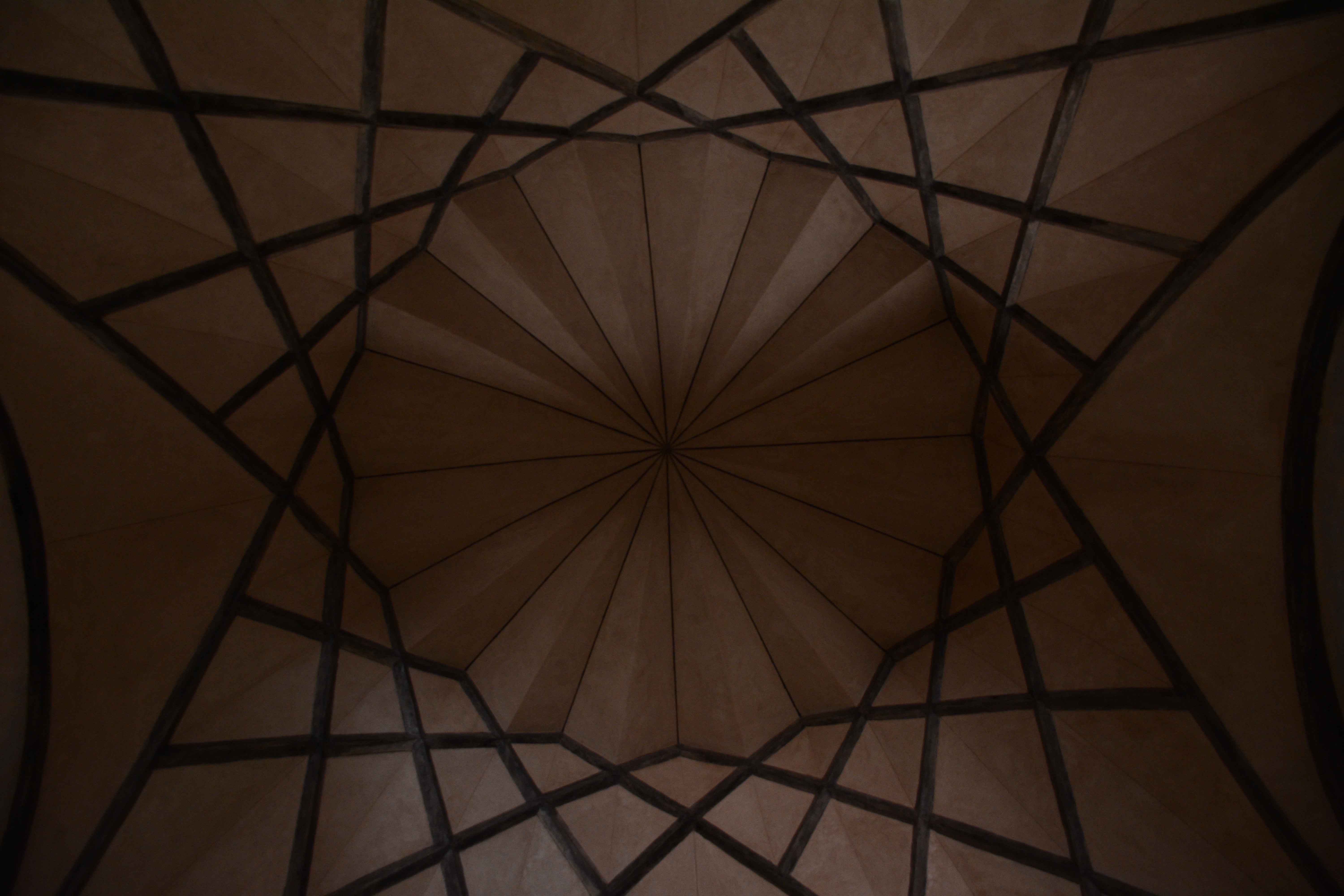
هشتی
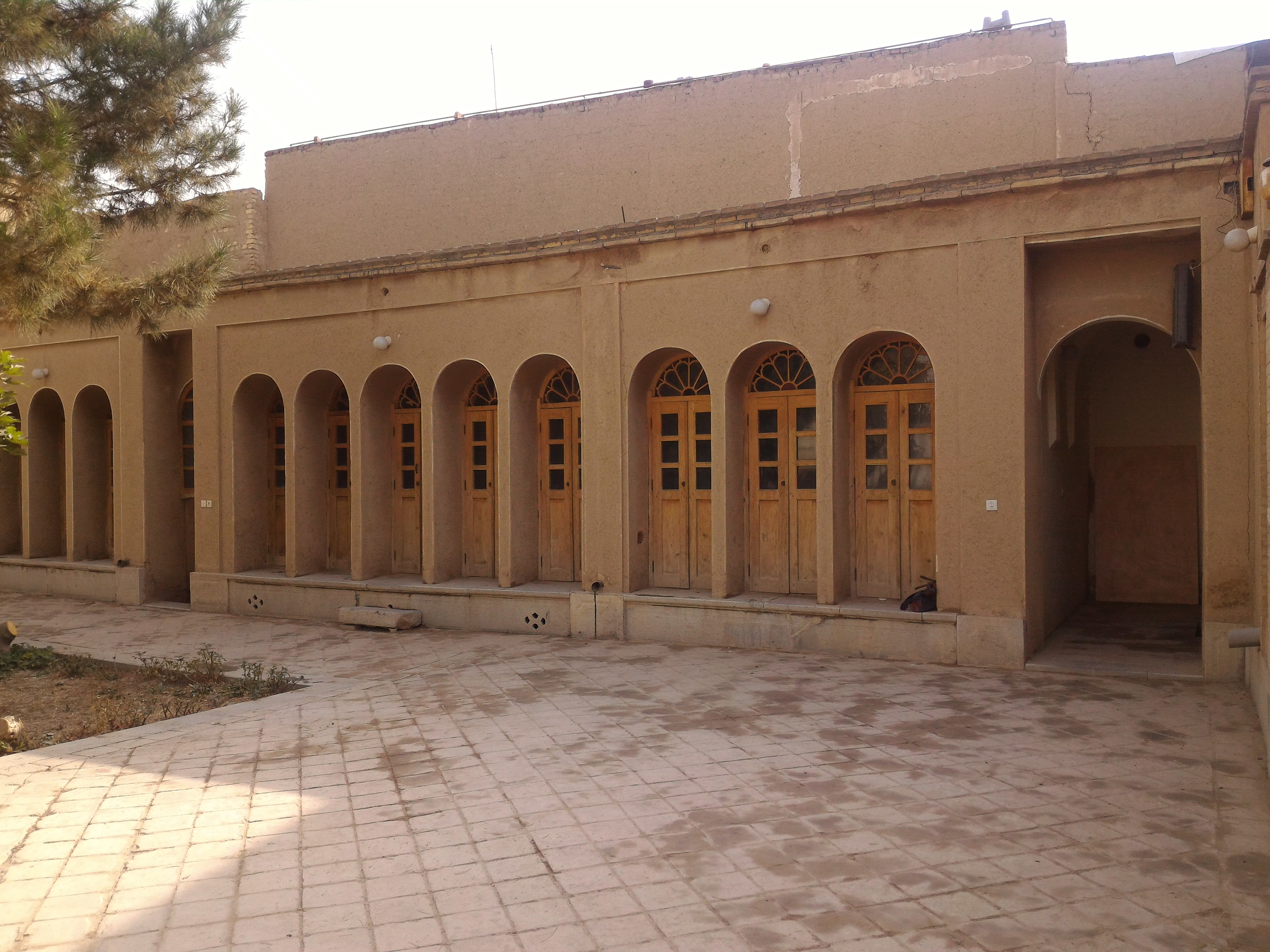
ضلع شرقی
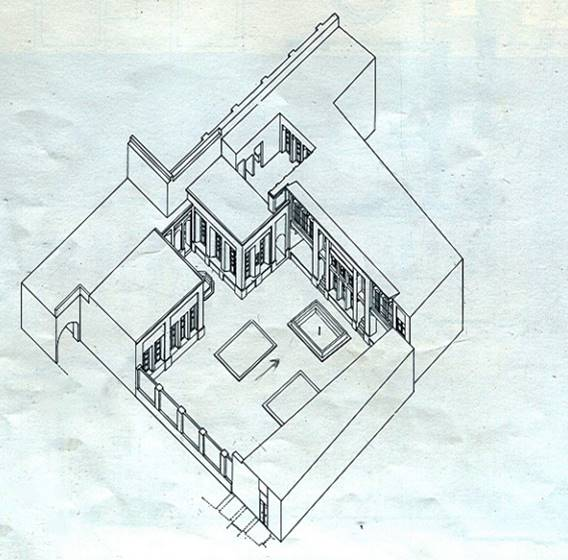
پلان بنا